# Joseph Haydn
Franz Joseph Haydn, avstrijski skladatelj, * 31. marec 1732, Rohrau, Spodnja Avstrija, Avstrija, † 31. maj 1809, Gumpendorf, Dunaj.
Haydn je bil eden vodilnih skladateljev klasicističnega obdobja, imenovan tudi »oče« simfonije in oče godalnega kvarteta, poleg Mozarta in Beethovna eden od stebrov zlatega obdobja evropske glasbe, ki ga danes označujemo s pojmom dunajska klasika.
Kot državljan Avstrije je Haydn preživel velik del svoje kariere kot dvorni glasbenik pri premožni družini Esterhazy na njihovem oddaljenem posestvu v Železnem. Izoliran od drugih skladateljev in trendov v glasbi je razvijal svoj slog. V času njegove smrti je bil med najbolj cenjenimi skladatelji v Evropi.

## Življenjepis
31. marca leta 1732 se je v kraju Rohrau v Avstriji rodil Joseph Haydn. Njegova mama je bila Anne Marie, oče pa Mathias Haydn. Oče ni bil zelo premožen. Nihče izmed družinskih članov tudi ni imel formalne glasbene izobrazbe. Oče se je sicer zanimal za ljudsko glasbo in je znal igrati na citre, toda brez poznavanja notnega zapisa. Joseph je imel enajst bratov in sester, od tega jih je šest umrlo že v otroštvu. Izmed njih sta najbolj znana postala najstarejši Johann Michael (1732-1809), pomemben skladatelj, in najmlajši, tenorist, Johann Evangelist Hansel (1743-1803).
Leta 1738 ga je Johann Mathias Franck, ki je bil ravnatelj na Hainburški šoli povabil, da stanuje in se šola pri njem. Tam se je naučil igrati na vse inštrumente in postal zelo dober pevec. Med šolanjem je preživljal zelo hude čase. Bil je večkrat lačen kot sit. Kljub temu se mu je Franckovo poučevanje vedno zdelo pomembno. Ko je bil star sedem let je kapelnik (nemško Kapellmeister) von Reutter slišal njegov lep glas in ga vzel s sabo na Dunaj. Tam je pel v deškem pevskem zboru svetega Štefana. Tam je tudi študiral. Ko je bil star osemnajst let in je njegov glas mutiral, ga Reutter ni več potreboval. Izključil ga je, ko je Haydn nekemu drugemu članu zbora odrezal kitko las iz same nagajivosti. Nato je nekaj let zelo stradal.
Zatem je spoznal Michaela Spanglerja - obubožanega pevca in učitelja glasbe. Pri njem je tudi živel. Nato si je utrl pot kot samostojen glasbenik, saj je pridno igral, učil in komponiral. Kmalu je spoznal italijanskega skladatelja Antonia Porporo in postal njegov služabnik in desna roka. Pri njem se je naučil temeljev kompozicije. Tako mu je bil tudi omogočen dostop do plemstva, kjer so mu edini lahko pomagali pri nadaljevanju glasbene poti. Na enem od družabnih srečanj, kamor ga je pripeljal Porporo, ga je spoznal avstrijski plemič Karl Joseph von Fürnberg in ga povabil v svojo hišo na deželi, kjer je sodeloval pri izvedbah komorne glasbe. Tam je napisal svoje prve godalne kvartete, ki so jih vsi z navdušenjem sprejeli. Fürnberg ga je priporočil Ferdinandu Maksimilijanu, češkemu grofu Morzinu, in ta ga je leta 1758 vzel v službo za kapelnika. To je bilo njegovo prvo stalno službeno mesto. Dobival je 200 goldinarjev na leto in imel je zastonj hrano in stanovanje. Moral je skrbeti za vso glasbo grofovega 16-članskega orkestra, ki je pozimi igral na Dunaju, poleti pa na njegovem podeželskem posestvu Lukavice. Njegovi kvarteti in simfonije so bili v tem času zelo priljubljeni in so krožili po vsej Habsburški monarhiji. Svojo prvo simfonijo je napisal leta 1759 za orkester grofa Morzina in jo tudi izvedel. Eden od gostov na prireditvi je bil bogat plemič in knez Paul Anton Esterhazy; le-ta je pozneje postal Haydnov delodajalec.
Joseph se je nato zaljubil, in sicer v svojo učenko Therese Keller, hčer dunajskega lasuljarja. Therese mu ljubezni ni vračala in je kmalu odšla v samostan. Takrat je Haydn napisal svoje prvo večje delo Salve Regina v E-duru. Nato se je poročil s Theresino starejšo sestro Mario Anna Aloysia Apollonia Keller (por. 1760–1800). A ta zakon ni bil srečen. Kmalu je opazil, da mu ni naklonjena in mu nagaja. Ni sprejemala glasbe in ni bila primerna za družinsko življenje. Žena je veliko časa posvetila cerkvi, Haydn pa se je posvečal glasbi. Užival je v družbi žensk, in ker njegov zakon ni bil srečen, si je poiskal druge prijateljice. Med njimi sta bili najslavnejši pevka Luigia Polzelli in Maria Anna von Genzinger, žena enega od zdravnikov pri Esterhazyju.
Potem je moral grof Morzin zaradi finančnih težav odpustiti svoj orkester in Haydn je zopet ostal brez dela. Službo mu je ponudil Paul Anton Esterhazy. Tam naj bi bil kapelnikov pomočnik. Rodovina Esterhazy je bila ena najmočnejših in najvplivnejših v Avstriji. Poletja je preživljala v svoji palači v Eisenstadtu, zime pa na Dunaju. Haydn je dobil zagotovilo, da če bo dobro delal, bo dobil mesto kapelnika, ko bo tedanji šel v pokoj ali umrl. Haydn je 30 let delal na dvoru pri Esterhazyjevih. Nato je knez umrl in nasledil ga je brat Nikolaus, ki si je tako kot brat prizadeval obogatiti glasbo na njihovem dvoru. Leta 1766 je kapelnik res umrl in tako je kapelnik postal Haydn. Istega leta je Nikolaus preselil dvor v palačo, ki jo je postavil na enem od rodovinskih posestev na Ogrskem, v kraju Süttör. Palača se je imenovala Esterhazy in se je po lepoti lahko kosala z Versaillesom. V tej palači sta bili novosti opera in lutkovno gledališče. Za opero in gledališče je Haydn napisal veliko del, vendar je za opero tudi pripravljal in izvajal dela drugih skladateljev. Svoje opere je večinoma napisal za proslavo posebnih priložnosti, na primer poroke, kraljevski obiski, godovi... Palača je bila od mesta precej odmaknjena in tako je tudi Haydn bil precej odmaknjen od svojih glasbenih prijateljev. Palačo so obiskovali le tisti, ki jih je grof posebej povabil. Kmalu se je Haydn zavedel, da mu osamljenost koristi. Gledališče v palači Esterhazy so odprli leta 1768. Knez se je vse bolj zanimal za opero in tako tudi daljšal sezono. Leta 1786 je bilo 125 predstav, od tega je bilo 17 oper. Nedolgo zatem je opero in glasbeno knjižnico uničil požar. K sreči je imel Haydn svoje rokopisne partiture ločene od drugega gradiva, tako da dela niso zgorela. Opero so ponovno zgradili, a Haydn je po tem napisal samo še tri opere. Potem se je Haydn tesneje povezal z založniško hišo Artaria, saj je ta pod njegovim dovoljenjem objavila le eno njegovo delo, za ostala pa ni imela dovoljenja, ali pa Haydn za objavo sploh ni vedel. Vse Haydnove skladbe so bile pred letom 1779 last Nikolausa. Zato je z njim podpisal novo pogodbo, po kateri so bila vsa dela njegova last in jih je lahko prosto pošiljal založniku svoja dela. Večino svojih del je zaupal Artarii. Tako sta se njegova slava in ugled v tujini bistveno zvišala. Leta 1779 se je razcvetelo razmerje med Haydnom in Luigio Polzelli. Vsa svoja čustva in ljubezen je izkazoval njej, ki je bila tako kot Haydn nesrečno poročena.
V tem času so Haydna sprejeli za člana dunajske prostozidarske lože. Tam se je rodilo in raslo prijateljstvo Haydna in Mozarta. Zadnja Haydnova dela v palači Esterhazy si bila: v zbirki dvanajstih kvartetov, op. 54, 55 in 64, ki so bila napisana za violinista orkestra Esterhazy, Johanna Tosta. Leta 1790 je umrl Haydnov delodajalec Nikolaus. Njegov naslednik ni imel posluha za glasbo in je orkester razpustil. Haydn je ostal tam le še kot zborovodja, pa še to samo po imenu. Tako je Haydn spet ostal brez dela. Haydnovo in Luigijino prijateljstvo se je nadaljevalo le v pismih. Haydna ni nič več zadrževalo v Esterhazy in se je odločil, da odide nazaj na Dunaj. Leta 1802, ko je mu umrla žena, je podpisal izjavo, da bi se lahko ponovno poročil z Luigio, če bi se odločil za to. A Luigia je nekaj let pred Haydnovo smrtjo odšla nazaj v Italijo in se tam poročila z nekim italijanskim pevcem. Govorilo se je tudi, da je njen drugi sin Antonio Haydnov. Na Dunaju mu je neapeljski kralj ponudil službo na dvoru, a Haydn je ni sprejel. Ponudila se mu je boljša možnost, ko je prišel na obisk Johann Peter Salomon, violinist nemškega rodu, ki je organiziral koncerte v Londonu. Salomon mu je ponudil službo pri njem. Haydn naj bi vodil kar nekaj koncertov v Londonu. Haydnovo poslovilno kosilo z Mozartom je bilo zelo čustveno; Mozarta je obdajala slutnja, da se ne bosta nikoli več videla, ki se je naposled uresničila. Haydn dotlej še ni videl morja in je tudi prvič potoval. V London je odpotoval leta 1790. Haydn je s Salomonom sklenil pogodbo, da bo Haydn tam dirigiral dvajset koncertov. Plačano je imel:
- 300 funtov za novo opero,
- 300 funtov za 6 novih simfonij,
- 200 funtov za avtorske pravice zanje,
- 200 funtov za njegovo sodelovanje na 20-tih koncertih,
- 200 funtov, zagotovljenih za izvedbo dobrodelnega koncerta.

Leta 1791 je Haydn izvedel prvi koncert, ki sta ga tisk in občinstvo navdušeno sprejela. Koncertna organizacija Professional Concerts se je zavedala, da bi lahko tako slavna osebnost, kot je Haydn, lahko prinesla veliko denarja. Pripravila je niz koncertov in zanje izbrala Ignaza Josepha Pleyela, nekoč Haydnovega učenca. Ne Haydn ne Pleyel nista hotela sodelovati v tekmovanju. Londonski prebivalci, ki so slišali skladbe obeh skladateljev, so ocenili da je Haydn boljši od Pleyela. Haydna so imeli zelo radi in valežanski princ ga je povabil na svoj dvor. Haydna je uspel pregovoriti, da je ostal še eno sezono v Angliji. Ko je bil tam, mu je oxfordska univerza podelila naslov doktorja glasbe. Haydn si je zapisoval vse čudne in nenavadne dogodke, kot so cene, navade in običaje, dodajal pa je tudi mnenja in pripombe o drugih ljudeh. Medtem je obiskal dirke v Ascotu, bil na obisku pri valežanskem princu in njegovem bratu, yorškem vojvodi v Oatlandsu, v Surreyju. Njegova najboljša prijateljica v Londonu je bila Rebecca Schroeter, vdova po nemškem pianistu in skladatelju. Pri Haydnu se je učila klavir in sta bila velika prijatelja. Haydn je shranil vsa njena pisma. Leta 1792 je Haydn prejel žalostno novico, da je umrl njegov prijatelj Mozart, ki je bil star komaj 35 let. Istega leta se je Haydn vrnil nazaj na Dunaj.
Na poti se je ustavil v Bad Godesburgu. Tam mu je neki skladatelj predstavil svojo kantato in ga prosil za oceno. Haydn je skladbo pohvalil in skladatelju obljubil, da če bo kdaj prišel na Dunaj, bo Haydn njegov učitelj. Ta skladatelj ni bil nihče drug kot Ludwig van Beethoven. Še istega leta je Beethoven prišel na Dunaj in Haydn ga je res začel učiti. Včasih sta se Haydn in Beethoven tudi sprla. Leta 1793 je Haydna pretresla še ena smrt njegove prijateljice Marie Anne von Genzinger. Življenje na Dunaju se mu ni zdelo tako živahno in zabavno kot v Angliji. Kmalu se je spet odpravil v London - tokrat je bil tam še bolj uspešen kot prej. S sabo je vzel tudi svojega služabnika Johanna Elsslerja.
Haydna je sprejel kralj Jurij III. in ga spodbudil, da ostane v Angliji. Angleška kraljica mu je celo ponudila apartma v Windsorski palači. Haydn je o tem resno razmislil, a se je odločil, da bo preostala leta preživel na Dunaju. Verjetno se je za to odločil tudi, ker je Angliji grozilo, da bo zaradi vojne z Napoleonom odrezana od celine. V Avstriji je njegov pokrovitelj Anton umrl, njegov naslednik Nikolaus II. pa je poklical Haydna nazaj, saj je nameraval obnoviti knežji orkester in zbor. Leta 1795 se je Haydn poslovil od svojih londonskih prijateljev in se vrnil na Dunaj. V Angliji je umetniško dozorel in zdelo se je, da ni samo neutruden, ampak da je tudi njegov navdih neomejen. V Londonu je prišel do veliko novih idej in postal bolj razgledan človek. Na Dunaj se je vrnil kot prefinjen gospod iz 18. stoletja. Med obiskoma si je Haydn kupil veliko hišo, ki je dal tudi povečati. Princ Nikolaus II. je opustil palačo Esterhazy in si izbral za poletno rezidenco Eisenstadt. Poleg običajnih dolžnosti kapelnika je moral Haydn enkrat na leto napisati mašo za god žene kneza Nikolausa II. Ime ji je bilo Maria Hermenegild. Ta niz šestih maš mu je bil posebej pri srcu, saj je imel svojo pokroviteljico zelo rad.
Dosežek, ki pomeni krono Haydnove starosti, je oratorij Stvarjenje. To skladbo je pisal celo leto 1797 in še polovico naslednjega leta. Njegov libretist Gottfried van Swieten je zbral skupino dunajskih aristokratov, ki so privolili, da bodo podprli zasebno izvedbo; vsak je zagotovil Haydnu po 500 dukatov. Premiera je bila v palači Schwarzenberg leta 1789. Delo je bilo tako uspešno, da so ga morali takoj izvesti še enkrat. Haydn je oratorij še malo popravil, nato pa ga je prvič javno izvedel leta 1799. Takrat je Haydn dirigiral, na klavir pa je igral cesarjev kapelnik Salieri. Delo je doseglo zelo velik uspeh in vsi so ga oboževali. Haydna in Sweitna je Stvarjenje tako spodbudilo, da sta sklenila, da bosta združila moči še za en oratorij. Ta naj je bil napisan po pesmi Jamesa Thomsona The Seasons (Letni časi). Haydn je leta 1799 napisal prvi del. Zaradi bolezni ni mogel več pisati do leta 1801, ko je oratorij le končal. Tudi ta oratorij so zelo dobro sprejeli, prva javna izvedba pa je bila v Redutni dvorani. Potem ko mu je umrla žena, je bilo že prepozno za nov zakon. Začel je urejati osebne zadeve in leta 1805 sta z Elsslerjem zasnovala tematski katalog, z imenom Entwurf-Katalog. Čeprav Haydn na stara leta ni imel žene, je zanj skrbela Maria Hermenegild, knezova žena. Ko je Haydn postajal krhkejši in je resno zbolel, so zanj skrbeli Nikolausovi zdravniki. Tik pred njegovo smrtjo so Francozi napadli Dunaj in topovska krogla bi skoraj zadela njegovo hišo. Ko so Francozi zavzeli Dunaj, je dal Napoleon postaviti pred njegova vrata častno stražo. Od starosti in izmučenosti je umrl 31. maja 1809. Pokopali so ga na pokopališču pri Hundsturnosti, a knez ga je dal leta 1820 prekopati v Eisenstadt.

## Haydnov karakter
Haydn je bil zelo priljubljen in cenjen na Dunaju ob koncu 18. stoletja in je dobil celo vzdevek »očka«; zaradi dobrodušnosti, veselega in brezskrbnega značaja je predstavljal tip podeželskega skladatelja, ki je stopil v službo bogatega gospoda in je napisal številna prijetna, programska, tenkočutna in kratkočasna dela.
Haydn je imel velik smisel za humor, kar se je odražalo tudi v njegovi glasbi. Bil je vnet katolik, ki se je obrnil k svojemu rožnemu vencu vedno ko je imel težave s skladanjem in se je običajno izkazalo za učinkovito. [51] Svoje rokopise je začel z "in nomine Domini" ("v imenu Gospoda") in jih končal z "Laus Deo "("Hvaljen bodi Bog").
Haydn je bil nizke rasti, morda kot posledica slabe prehrane večji del njegove mladosti. Ni bil lep, in tako kot mnogi v tem času, ki so preživeli črne koze, je imel koščen obraz z brazgotinami. Njegov velik orlovski nos je bil iznakažen s polipi, za katerimi je trpel večino življenja. To je bila mučna in izčrpavajoča bolezen v 18. stoletju, ki mu je pogosto preprečila pisanje glasbe.

## Delo
Haydn je bil izjemno plodovit skladatelj, za ilustracijo: med svojima obiskoma v Londonu (v letih 1791 in 1794) je skomponiral 12 simfonij, veliko komornih skladb in vokalnih skladb na besedila v angleščini. Sicer pa celotni kompozicijski opus obsega 104 simfonije in to število ga postavlja za rekorderja med simfoničnimi skladatelji. Večkrat označuje simfonije s presenetljivimi naslovi: Vojaška simfonija, Simfonija z udarcem na pavke, Simfonija presenečenja itd. Je avtor več kot 80 godalnih kvartetov, 50 klavirskih sonat, številnih oper, koncertov, ofertorijev, maš, oratorijev in pesmi. Skupno 750 avtorskih del in 330 priredb je opus, ki ga ni lahko urediti, zato je šele med letoma 1934 in 1971 nastal sistematičen popis njegovih kompozicij. Uredil ga je Anthony von Hoboken, dela je razvrstil po skupinah glasbenih oblik in jih označil s števili. Od tod izhajata oznaki HOB ali H, ki ju lahko opazimo v notnem materialu ali na koncertnih programskih listih. Navkljub njegovemu popisu pa se še vedno pojavljajo različna mnenja o številu Haydnovih skladb.
V šestdesetih letih ustvarjanja glasbe je stalno napredoval, večal zahtevnost in glasbeno prefinjenost. Učil se je iz lastnih izkušenj in od svojih kolegov. V njegovem delu je opaziti več prelomnic. V poznih 1760-h in zgodnjih 1770h Haydn vnese slogovno obdobje znano kot »Sturm und Drang« (vihar in stres). Izraz je vzet iz knjižnega gibanja v istem času. Glasbeni jezik je bolj intenziven. Iz tega obdobja sta znani simfoniji št. 44 in 45, klavirska sonata v c-molu in štirje godalni kvarteti. V tem času je pisal tudi fuge v baročnem slogu. Po tem obdobju se je Haydn vrnil k lažjemu in zabavnejšemu pisanju glasbe in napisal nekaj komičnih oper. Dramatična sprememba se je zgodila leta 1781, ko je objavil šest godalnih kvartetov v povsem novem slogu. Vpeljal je motive, ki se prelivajo eden v drugega v melodično obliko, vsak instrumentalni del pa ohranja svojo integriteto. Po letu 1790 je spet menjal slog in začel uporabljati več ljudkih motivov. To je najbolj očitno v dvanajstih London simfonijah, v poznih kvartetih in klavirskih triih ter dveh poznih oratorijih. Vrnitev na Dunaj leta 1795 je zaznamovala zadnjo prelomnico v Haydnovi karieri. Medtem ko je bil do tedaj hlapec, kasneje zaposlen podjetnik, je Haydn pisal hitro in množično, s kratkimi roki. Kot bogataš je Haydn zdaj menil, da ima privilegij, da si vzame čas in piše za zanamce. Za vse nadaljnje skladbe si je zato vzel več časa.
Haydn je zapustil ogromen opus cerkvene glasbe, ki še danes ni povsem raziskan. Njegova cerkvena glasba je osebni izraz njegove globoke vernosti. Njegova cerkvena dela preveva prešerna vedrina, oznanjajo prepričanje, da so greh, trpljenje in smrt za kristjana preteklost in da sme z gotovostjo upati na božje usmiljenje in večno srečo. Haydna poznamo po številnih oratorijih. Oratorij Sedem poslednjih besed našega Odrešenika na križu je nastal kot predelava ciklusa skladb za godalni orkester, ki jih je Haydn komponiral za katedralo v španskem Cadizu. Na prelomu iz 18. v 19. st. sta nastala znamenita oratorija Stvarjenje in Letni časi. V Stvarjenju opisuje nastanek vesoljnega sveta z vsemi lepotami in urejenostjo (besedilo iz geneze Izgubljeni raj), v Letnih časih pa hvali edealnega človeka, ki nadaljuje božji načrt.
Haydnovo delo je bilo ključnega pomena za razvoj sonatne oblike zapisa. Razširil je ekspozicijo, izpeljavo in reprizo, intenziviral tematiko in motic, uvedel je več dinamike v prvi stavek, v drugem stavki je tema v varacijah, tretji stavek je menuet z ljudsko tematiko, plesi in ritmiko, četrti stavek je rondo, živahen in veder.
Haydnove simfonije so praviloma štiristavčne. Prve so bile napisane v stilu predklasike, kasneje je uveljavil Mozartovo melodiko, vrhunec je bilo 12. Londonskih simfonij. Kasneje, v 6 Pariških simfonijah, se kaže zrelost, motiv oblikuje formo, homofoni stavek povezuje s polifonim, nanj vplivajo Beethoven, Brucjner in Brahms.
Inventiven pa je bil tudi pri uporabi fuge in rondoja.

## Priznanja
Leta 1792 je dobil častni doktorat Univerze v Oxfordu in leta 1798 postal član švedske Kraljeve akademije.
Leta 1801 je postal častni član družbe za zasluge Felix meritis v Amsterdamu ter zunanji člna pariškega Instut de France. Bil je imenovan za častnega člana Société académique des enfants d'Apollon v Parizu in leta 1808 Filharmonične družbe v St. Petersburgu. Izvoljen je bil tudi za častnega člana Filharmonične družbe v Ljubljani.
(3941) Haydn je asteroid glavnega pasu, ki ga je 27. oktobra 1973 odkril nemški astronom Freimut Börngen na Turinški državni opazovalnici Tautenburg (IAU koda 033) v Turingiji.

## Hoboknova razvrstitev Haydnovih del
- simfonije H I 1-108
- uverture H Ia 1-16
- divertimenti, 4 ali večstavčni H II 1-47
- godalni kvarteti H III 1-83b
- divertimenti v treh stavkih H IV 1-11
- godalni trii H V 1-21
- različni dui H VI 1-6
- koncerti za različne instrumente H VII
  - trije koncerti za violino in orkester, H VIIa: 1, 2, 4
  - dva koncerta za violončelo in orkester, H VIIb: 1,2
  - koncert za trobento in orkester, H VIIc
  - dva koncertas za rog in orkester, H VIId: 1, 2
  - dvanajst koncertov za čembalo (orgle ali klavir), H VIIe
- marš-i H VIII 1-7
- plesi H IX 1-29
- različna dela za bariton H X 1-12
- trii za bariton, violino (ali violo) in violončelo H XI 1-126
- dui z baritonom H XII 1-25
- koncerti za bariton H XIII
- divertimenti s klavirjem H XIV 1-13
- trii s klavirjem, violino ali flavto in violončelom H XV 1-40
- klavirski dui H XVa
- klavirske sonate H XVI 1-52
- klavirske skladbe H XVII 1-12
- klavir štiriročno H XVIIa 1-2
- klavirski koncerti H XVIII 1-11
- skladbe za mehanično uro (flavtna ura) H XIX 1-32
- instrumentalna dela v zvezi s skladbo Sedem zadnjih besed, H XX
- koralna verzija skladbe Sedem zadnjih besed, H XX/2
- oratoriji H XXI 1-3
- maše H XXII 1-14
- druga sakralna dela H XXIII
- kantate in arije z orkestrom H XXIV
- 2, 3 in 4 stavčne pesmi H XXV
- pesmi in kantate s klavirjem H XXVI
- kanoni H XXVII sakralni 1-10, posvetni 1-47
- opere H XXVIII 1-13
- marionetne opere H XXIX
- naključna glasba H XXX
- priredbe 273 škotskih in 60 valižanskih ljudskih pesmi H XXXI

## Njegova glasba-primeri
| Simfonija št. 101, Urna simfonija, 2. stavek (komorna zasedba) |
|                                                                |
| Izvedba: Amigos do JPC & Pedro Carlos Silva (klavir)           |

| [[:Slika:\|Sonata 62, Hoboken XVI:52, 1. stavek]] |
| [[Slika:\|noicon]]                                |
| Izvedba: Kristian Cvetković                       |

| [[:Slika:\|Sonata 62, Hoboken XVI:52, 2. stavek]] |
| [[Slika:\|noicon]]                                |
| Izvedba: Kristian Cvetković                       |

| Sonata 54, Hoboken XVI:40, 1. stavek |
|                                      |
| Izvedba (MIDI): Bernd Krueger        |

| Sonata 54, Hoboken XVI:40, 2. stavek |
|                                      |
| Izvedba (MIDI): Bernd Krueger        |

| Koncert za čelo v D duru, 1. stavek          |
|                                              |
| Izvedba: orkester s čelistom Johnom Michelom |

| Koncert za čelo v D duru, 3. stavek          |
|                                              |
| Izvedba: orkester s čelistom Johnom Michelom |